# Crow Stone

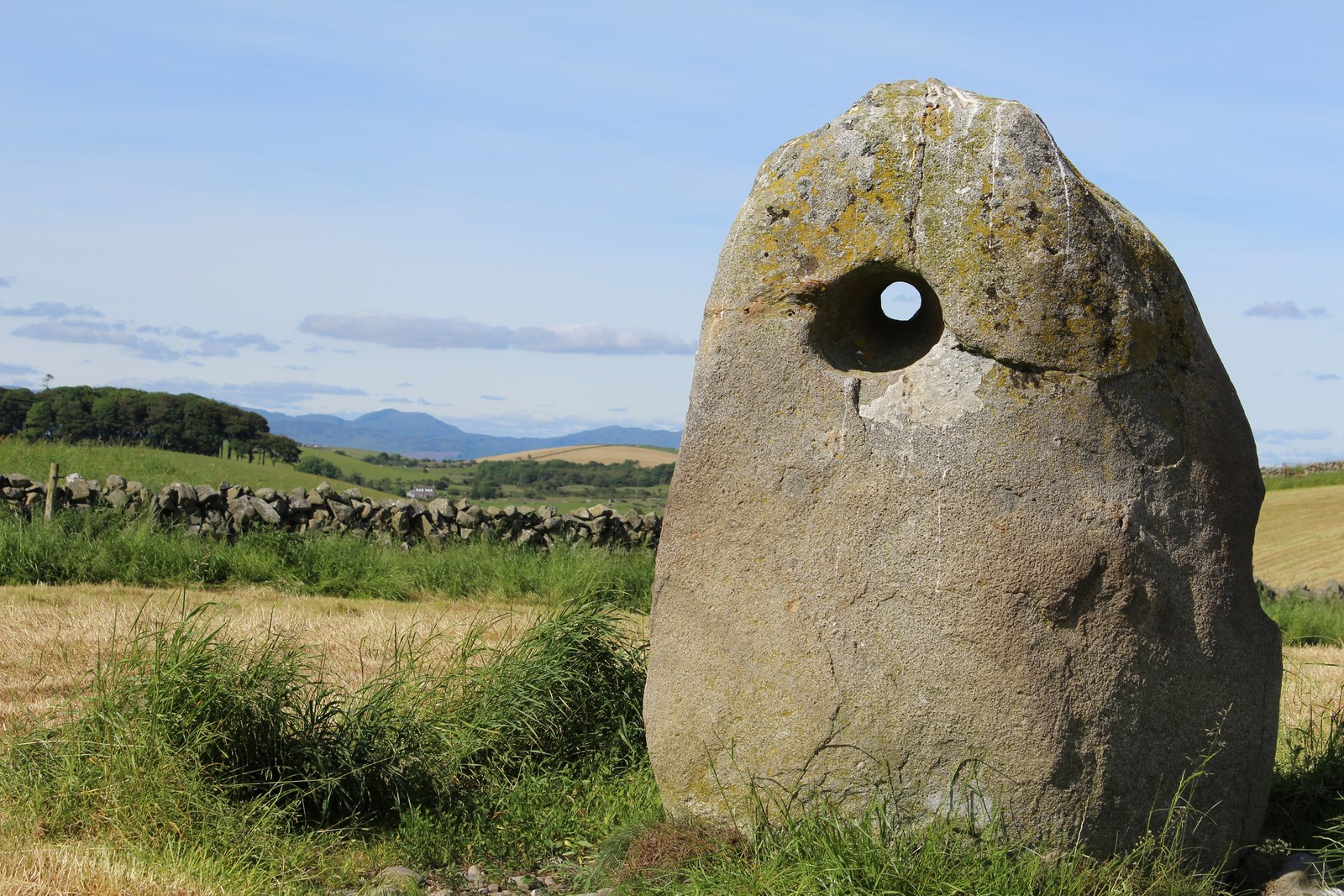
Der Crouse Stone

Der Crow Stone (deutsch Krähenstein – auch Hole Stone (Crouse); Broom Hill; oder Bridal Stone genannt) steht östlich der B 7052; 400 m nördlich des Weilers Crouse, in Kirkcowan westlich von Wigtown in Dumfries and Galloway in Schottland.
Der Menhir (englisch Standing stone) ist etwa 1,5 Meter hoch und hat 0,35 m von oben ein doppeltkonisches Loch, was ihn zum Lochstein macht.
Aus einem Namensbuch von 1848 geht hervor, dass sich etwa 15 Meter östlich ein zweiter Stein befand. Beide Steine wurden „traditionell mit Hochzeitszeremonien in Verbindung gebracht“. Ein Eintrag aus dem Jahr 1975 berichtet, dass die Entfernung und Zerstörung des zweiten Steins durch W. Armstrong, einen Antiquitätensammler, um 1857 stattgefunden haben soll.
Der Stein wurde 1938 unter Schutz gestellt.
Im angrenzenden Feld, nur wenige Meter entfernt, befindet sich der White Cairn (Crouse).